# هنری کلینتون
ژنرال سر هنری کلینتون، کی‌بی (احتمالاً ۱۶ آوریل ۱۷۳۰ – ۲۳ دسامبر ۱۷۹۵) یک افسر و سیاست‌مدار ارتش انگلیس که بین سال‌های ۱۷۷۲ تا ۱۷۹۵ در مجلس عوام بریتانیا نماینده بود. او بیشتر برای خدمتش به عنوان ژنرال در جنگ انقلاب آمریکا شناخته می‌شود. نخستین بار در مه ۱۷۷۵ به بوستون وارد شد و از ۱۷۷۸ تا ۱۷۸۲ فرماندهٔ کل بریتانیا در آمریکای شمالی بود. علاوه بر خدمت سربازی، به دلیل نفوذ پسر عموی خود هنری پلهام-کلینتون، دوک دوم نیوکاسل که سال‌ها عضو پارلمان بودُ معروف است. در اواخر عمر او به عنوان فرماندار جبل‌الطارق تعیین شد، اما پیش از به دست آوردن این مقام درگذشت.